# Lungsund
Lungsund är kyrkbyn  i Lungsunds socken i Storfors kommun i Värmlands län. Byn ligger vid sjöarna Lungen och Öjevättern, därav namnet; sundet vid Lungen. Sjöarna delas av en bro; på norra sidan finns Lungen, på södra Öjevättern. 
SCB avgränsade mellan 1990 och 2020  och åter från 2023 bebyggelsen som en småort.

## Samhället
Här finns Kyrkan i Lungsund från 1600-talet och en hembygdsgård från 1500-talet som kallas Berget. D
Byn har tidigare haft en låg- och mellanstadieskola och ett daghem, som numera är nerlagda. Byggnaderna har byggts om för att istället ingå i ett projekt som kallas Lungsundet, som bedriver hotell-, konferens- och restaurangverksamhet. Till detta hör också en campingplats.